# Kefersteinia bengasahra
Kefersteinia bengasahra är en orkidéart som beskrevs av David Edward Bennett och Eric Alston Christenson. Kefersteinia bengasahra ingår i släktet Kefersteinia och familjen orkidéer. Inga underarter finns listade i Catalogue of Life.